# Абул-Казим
Абул-Казим (англ. Abul Kasim) — гора в південно-східній  Ефіопії. Розташована в регіоні Оромія, має висоту 2573 м (8442 футів) над рівнем моря.
Ця гора має велике значення для культурної і релігійної традиції народу оромо, вона також має важливе значення як місце розташування могили нащадків мусульманських святих, також є об'єктом щорічного паломництва.

## Виноски
1. ↑  Peakbagger.com
2. ↑  Відомий арабський хімік Абул Казім займався приготуванням ліків методом сублімації і дистиляції.
3. ↑  «Local History in Ethiopia» The Nordic Africa Institute website (accessed 2 January 2008)